# Sphynx (motorfiets)
Sphynx is een Belgisch historisch merk van motorfietsen.
De bedrijfsnaam was Ets. Sphynx, Liège.
Vanaf 1923 leverde dit merk typische Engelse motorfietsen met JAP-inbouwmotoren. Er werden in het eerste jaar al drie modellen gepresenteerd: een 300 cc zijklepper, een 500 cc zijklepper en een 500 cc kopklepper. In 1924 werd de 300 cc-zijklepversie vervangen door een 350 cc kopklepmotor.
In 1927 maakte Sphynx een scheiding in de modellen die indertijd bij veel merken gebruikelijk was: men maakte alle modellen (300-, 350- en 500 cc) in zijklep-uitvoering voor de toerist, en in kopklep-uitvoering als sportmodel. Een werkwijze die bijvoorbeeld ook door BMW werd toegepast. In het algemeen werden bij Sphynx Burman-versnellingsbakken toegepast.
Sphynx leverde werkelijk uitstekende motorfietsen. Het waren mooie, verzorgde modellen en de JAP-motoren waren op dat moment waarschijnlijk de beste en snelste ter wereld. Desondanks liep het zakelijk niet al te best: in 1929 sloot het bedrijf de poorten.
- In Frankrijk bestond een merk met de naam Sphinx

## Trivia
In 1925 werd de Belgische coureur Disy in Monteux winnaar op een 750 cc Sphynx. Over een 750 cc-model is weliswaar niets terug te vinden, maar mogelijk werd deze machine speciaal voor wedstrijdgebruik gebouwd. Voor JAP was de levering van een dergelijke motor geen probleem.